# The Black Keys
The Black Keys là một ban nhạc rock người Mỹ thành lập tại Akron, Ohio vào năm 2001. Ban nhạc gồm có hai thành viên là Dan Auerbach (hát, guitar) và Patrick Carney (trống). Nhóm khởi nghiệp dưới hình thức một nghệ sĩ độc lập, thu nhạc trong tầng hầm và tự sản xuất các bản nhạc của mình, trước khi sau này nổi lên là một trong những nghệ sĩ garage rock nổi tiếng nhất trong làn sóng phục hưng dòng nhạc này lần thứ hai diễn ra ở thập niên 2010. Thứ âm thanh blues rock thô ráp của ban nhạc lấy cảm hứng lớn từ những nghệ sĩ blues mà Auerbach hâm mộ như Junior Kimbrough, Howlin' Wolf và Robert Johnson.
Kết bạn từ thuở còn nhỏ, Auerbach và Carney đã thành lập nhóm nhạc sau khi bỏ đại học. Sau khi ký hợp đồng với hãng đĩa indie Alive, họ phát hành album phòng thu đầu tay có tựa The Big Come Up (2001), giúp kiếm về cho nhóm một thỏa thuận mới với Fat Possum Records. Qua thập niên kế tiếp, the Black Keys đã xây dựng một lượng người hâm mộ underground thông qua những chuyến lưu diễn quy mô lớn ở các câu lạc bộ nhỏ, các sản phẩm album ra mắt thường xuyên và những lần xuất hiện trong các nhạc hội và tác quyền các bài hát có giá trị cao. Album phòng thu thứ ba của nhóm, Rubber Factory (2004) đón lời khen từ giới chuyên môn và nâng tầm vị thế của họ, sau đó dẫn đến một hợp đồng thu âm với hãng đĩa lớn Nonesuch Records (2006). Sau khi tự sản xuất và ghi bốn đĩa nhạc đầu tiên trong những phòng thu tạm bợ, bộ đôi đã hoàn tất Attack & Release (2008) trong một phòng thu chuyên nghiệp và thuê nhà sản xuất Danger Mouse, người sau này trở thành cộng tác viên lâu năm của ban nhạc.
The Black Keys đã tạo nên đột phá về mặt thương mại vào năm 2010 với album Brothers đi kèm với đĩa đơn ăn khách "Tighten Up", qua đó đoạt ba giải Grammy. Sản phẩm kế tiếp của nhóm El Camino (2011) nhận được những nhận xét nồng nhiệt và giành vị trí cao nhất - hạng hai trên bảng xếp hạng Billboard 200, dẫn đến chuyến lưu diễn hòa nhạc đầu tiên trong sự nghiệp của ban nhạc mang tên El Camino Tour. Album cùng với đĩa hit "Lonely Boy" đã giành chiến thắng thêm ba giải Grammy. Năm 2014, bộ đôi cho ra đời album thứ 8 có tựa Turn Blue, đĩa nhạc quán quân đầu tiên của họ tại Mỹ, Canada và Úc.

## Thành viên
| - Dan Auerbach – guitar, vocals, bass guitar, keyboards (2001–nay) - Patrick Carney – trống, nhạc cụ (2001–nay) Nhạc sĩ lưu diễn hiện tại - Richard Swift – bass guitar, vocals (2014–nay) - John Clement Wood – keyboards, hát, guitar, tambourine (2010–nay) | Nhạc sĩ lưu diễn cũ - Nick Movshon – bass guitar (2010) - Leon Michels – keyboards, tambourine (2010) - Gus Seyffert – bass guitar, hát (2010–2013) |

## Đĩa nhạc
Album phòng thu
- The Big Come Up (2002)
- Thickfreakness (2003)
- Rubber Factory (2004)
- Magic Potion (2006)
- Attack & Release (2008)
- Brothers (2010)
- El Camino (2011)
- Turn Blue (2014)
- Let's Rock (2019)
- Delta Kream (2021)
- Dropout Boogie (2022)
- Ohio Players (2024)

## Giải thưởng và đề cử
Giải Grammy
| Năm  | Các đề cử    | Hạng mục                                                | Kết quả   |
| ---- | ------------ | ------------------------------------------------------- | --------- |
| 2011 | "Tighten Up" | Trình diễn song ca/nhóm nhạc giọng rock xuất sắc nhất   | Đoạt giải |
| 2011 | "Tighten Up" | Bài hát rock hay nhất                                   | Đề cử     |
| 2011 | Brothers     | Album nhạc alternative xuất sắc nhất                    | Đoạt giải |
| 2011 | Brothers     | Thu âm nhóm xuất sắc nhất (chỉ trao cho người sáng tác) | Đoạt giải |
| 2011 | "Black Mud"  | Trình diễn nhạc khí Rock xuất sắc nhất                  | Đề cử     |
| 2012 | "Dearest"    | Trình diễn song ca/nhóm nhạc giọng rock xuất sắc nhất   | Đề cử     |
| 2013 | "Lonely Boy" | Thu âm của năm                                          | Đề cử     |
| 2013 | "Lonely Boy" | Trình diễn rock xuất sắc nhất                           | Đoạt giải |
| 2013 | "Lonely Boy" | Bài hát rock hay nhất                                   | Đoạt giải |
| 2013 | El Camino    | Album của năm                                           | Đề cử     |
| 2013 | El Camino    | Album rock xuất sắc nhất                                | Đoạt giải |
| 2013 | Dan Auerbach | Nhà sản xuất Phi cổ điển của năm                        | Đoạt giải |
| 2015 | "Fever"      | Bài hát rock hay nhất                                   | Đề cử     |
| 2015 | "Fever"      | Trình diễn rock xuất sắc nhất                           | Đề cử     |
| 2015 | Turn Blue    | Album rock xuất sắc nhất                                | Đề cử     |